# Laurence de Boysset
Laurence de Boysset (ca. 1633 – 3. februar 1728) var en dansk officer og godsejer.

## Karriere
Han var født i Frankrig og kom som militær her til landet i Christian V's tid. Han blev ansat i Kongens Livregiment (Garden til Fods) 1683 som kaptajn reformé, avancerede til major 1684 og blev samme år forsat til Prins Frederiks Regiment, hvorved han forfremmedes til oberst 1697. I nogen tid var han derefter ansat ved Generalitetet, indtil han i året 1700 fik ordre til som chef for en bataljon at Kronprinsens Regiment at følge det hjælpekorps, som under hertug Carl Rudolph af Württemberg-Neuenstadt blev sendt til Sachsen. Året efter blev dette korps indlemmet i den kejserlige hær, som under krigen med Frankrig stod i Norditalien under den berømte Eugen af Savoyen. 1703 afgik Boysset fra hjælpekorpset og blev samme år chef for Kronprinsens Regiment, der var fordelt på de forskellige krigsskuepladser. 1706 blev han chef for Sjællands gevorbne Infanteriregiments 2. bataljon, der stod i Flandern, og samme år blev han udnævnt til brigader. Han tog nu en virksom del i hjælpetroppernes kampe i Holland og Flandern, blev 1709 generalmajor og førte ved krigens slutning en del af tropperne til Bremen. Også i krigene i Mecklenburg og Pommern tog han senere del og blev under Stralsunds belejring udnævnt til generalløjtnant 1715. Han blev Hvid Ridder 1717.

## Otium som godsejer
Da krigen var forbi 1720, trak Boysset sig tilbage fra tjenesten. Han var 1691 blevet gift med Margrethe Elisabeth Stuart (1653 – 31. juli 1723), en slægtning af grevinde Sophie Amalie Moth, og havde 1714 købt Basnæs herregård, som han efterlod sin søn, oberstløjtnant Christian Fredederik de Boysset. Boysset var en i sin tid meget kendt mand og havde i sit bevægede liv også taget del i fredelige idrætter. Han var således fra 1712 medlem af direktionen for Det vestindisk-guineiske Kompagni. Han døde 3. februar 1728 og blev begravet i Tjæreby Kirke.